# Apoštolská konstituce

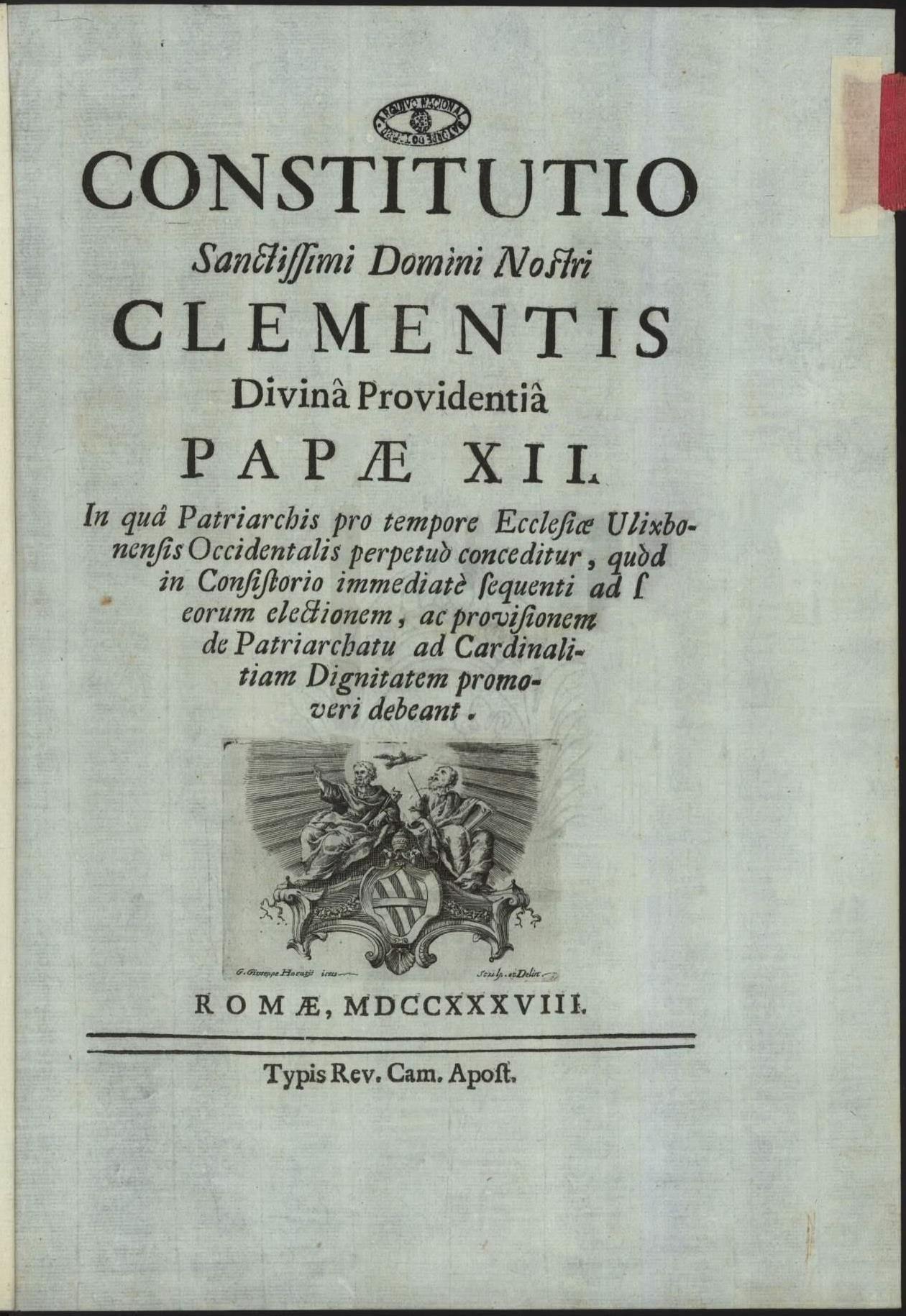
Tištěné vydání apoštolské konstituce Inter praecipuas apostolici ministerii, Klement XII. 17. prosince 1737

Apoštolská konstituce (lat. constitutio apostolica) je nejvyšší právní norma vydaná římským biskupem. Termín „konstituce (Ústava)“ pochází z latinského constitutio, které definovalo každý důležitý zákon vydaný římským císařem, a v církevních dokumentech se zachovalo díky dědictví, které kanonické právo katolické církve převzalo od římského práva. Termín konstituce říká, že tento církevní akt má vztah k občanskému právu, zatímco termín apoštolská znamená, že tento právní akt pochází od Apoštolského stolce.

## Povaha, zveřejnění a obsah
Apoštolské konstituce jsou ze své podstaty slavnostně zveřejňovány prostřednictvím papežských bul, ale vzhledem ke své povaze zákonů jsou účinné pro všechny katolické věřící. Buly jsou následně zveřejňovány v Acta Apostolicae Sedis, „pokud není ve zvláštních případech stanoven jiný způsob promulgace“. Mezi témata, která jsou předmětem apoštolské konstituce, patří ta, která upravují disciplínu svátostí, organizaci římské kurie, zřízení diecézí, přidělení některých chrámů v Římě kardinálské hodnosti atd.
Svou povahou je apoštolská konstituce určena veřejnosti. Vyhlášení konstituce se děje slavnostní formou podle norem práva. Povaha konstituce je vyjádřena již v titulu apoštolské konstituce, takže hned z prvních slov lze rozpoznat, že se jedná o konstituci. Zatímco termín apoštolská konstituce vyjadřuje obecnou kategorii, z důvodu obsahu může být konstituce specifikována termíny jako Dogmatická konstituce (např. Lumen Gentium či Dei Verbum) nebo Pastorální konstituce (Gaudium et Spes) apod., ale v každém případě se jedná o tentýž papežský dokument. Apoštolské konstituce jsou opatřeny papežskou bulou.

## Závažnost dokumentu
Z hlediska právní závažnosti stojí apoštolská konstituce na nejvýznamnějším místě. Vzhledem závažnosti jsou apoštolské konstituce vždy vydávány jako buly (řazeno podle důležitosti ve srovnání s dalšími papežskými dokumenty):
1. Apoštolská konstituce (lat. Constitutio Apostolica)
2. Encyklika (lat. Epistola Encyclica)
3. Apoštolská exhortace (lat. Exhortatio Apostolica)
4. Apoštolský list (lat. Epistola Apostolica)
5. List (lat. Epistola)
6. Poselství (lat. Nuntius)

## Formální charakteristiky
Text apoštolských konstitucí začíná jménem papeže (lat. N., Episcopus), následuje jeho titul římského biskupa a jeho postavení služebníka služebníků Božích (lat. Servus Servorum Dei) a výraz „na věčnou památku“ (lat. Ad perpetuam rei memoriam...), vše v latině. Takto například začíná apoštolská konstituce svatého Pia X.: 

PIUS EPISCOPUS SERVUS SERVORUM DEI
AD PERPETUAM REI MEMORIAM

V závěru textu konstituce je uvedeno místo vyhlášení, výraz „u svatého Petra“, datum a rok papežova pontifikátu. Dokument je podepsán kardinálem-datariem, kardinálem-státním sekretářem a úředníky kurie, kteří zajišťují shodu textu s originálem. Při jeho zveřejnění v Acta Apostolicae Sedis nebo v tištěných kopiích se na znamení olověné buly vlastní bulám píše Loco + Plumbi nebo zkráceně L + P..

Apoštolská konstituce De Romana Curia svatého Pia X. tedy končí takto: 

Datum Romae apud Sanctum Petrum, anno Incarnationis Dominicae millesimo nongentesimo octavo, die festo Sanctorum Apostolorum Petri et Pauli, III Kalendas Iulias, Pontificatus Nostri anno quinto.

| A. CARD. DI PIETRO PRO-DATARIUS            |  | R. CARD. MERRY DEL VAL A SECRETIS STATUS |
| visa DK CURIA I. DE AQUILA E VICECOMITIBUS |  |                                          |
| Loco + Plumbi lieg, in Segret. Brevium'    |  |                                          |
|                                            |  | V. CUGNONIUS.                            |

## Apoštolské konstituce od Pia XII. po současnost
Následující seznam zahrnuje významné apoštolské konstituce vyhlášené římskými papeži od Pia XII., ale vynechává četné konstituce, jejichž účelem je zřízení nových arcidiecézí, diecézí, exarchátů nebo eparchií, reorganizace stávajících nebo přidělení kardinálského titulu římskému kostelu. 
| Papež         | Název apoštolské konstituce                                         | Obsah | AAS     | Text        |
| ------------- | ------------------------------------------------------------------- | --- | ------- | ----------- |
| Pius XII.     | Episcopalis consecrationis (30. 11. 1944)                           | O praxi biskupského svěcení, které vykonávají dva biskupové, a o potvrzení platnosti, když jako služebník vystupuje pouze jeden biskup                           | AAS 36  | latina      |
| Pius XII.     | Vacantis Apostolicis Sedis (8. 12. 1945)                            | O uvolněném apoštolském stolci a volbě římského papeže | AAS 37  | latina      |
| Pius XII.     | Provida Mater Ecclesia (2. 2. 1947)                                 | O sekulárních institutech | AAS 39  | španělština |
| Pius XII.     | Sacramentum Ordinis (30. 11. 1947)                                  | O svěcení diakonů, presbyterů a biskupů | AAS 39  | latina      |
| Pius XII.     | Bis saeculari die (27. 9. 1948)                                     | Zásady, kterými se mají řídit mariánské kongregace | AAS 40  | španělština |
| Pius XII.     | Munificentissimus Deus (1. 11. 1950)                                | O dogmatu Nanebevzetí Panny Marie | AAS 42  | španělština |
| Pius XII.     | Sponsa Christi (21. 11. 1950)                                       | Podpora zřízení ženských klášterů a zavedení postavení mnišek.                                                                                                   | AAS 42  | španělština |
| Pius XII.     | Exsul familia (1. 8. 1952)                                          | Duchovní péče o migranty | AAS 44  | španělština |
| Pius XII.     | Christus Dominus (6. 1. 1953)                                       | O kázni, kterou je třeba dodržovat během eucharistického půstu                                                                                                   | AAS 45  | italština   |
| Pius XII.     | Sedes Sapientiae (32. 5. 1956)                                      | Jsou uvedeny obecné zásady a stanovy, které je třeba dodržovat při formování řeholníků                                                                           | AAS 48  | španělština |
| Pius XII.     | Ad uberrima vitae (3. 6. 1958)                                      | Zřízení Papežského pastoračního institutu v Římě | AAS 50  | latina      |
| Jan XXIII.    | Sollicitudo omnium Ecclesiarum (29. 6. 1960)                        | Vyhlášení konstituce římské synody | AAS 52  | španělština |
| Jan XXIII.    | Humanae salutis (25. 12. 1961)                                      | Oficiální svolání Druhého vatikánského koncilu | AAS 53  | španělština |
| Jan XXIII.    | Veterum Sapientia (22. 2. 1962)                                     | O podpoře studia latiny | AAS 54  | španělština |
| Pavel VI.     | Paenitemini (17. 2. 1966)                                           | Reforma církevní disciplíny v oblasti pokání | AAS 58  | španělština |
| Pavel VI.     | Regimine Ecclesiae Universae (15. 8. 1967)                          | Reorganizace římské kurie v souladu s okolnostmi a potřebami současné doby                                                                                       | AAS 59  | italština   |
| Pavel VI.     | Basílicae Nicolaitanae Barensis (11. 2. 1968)                       | Nové normy pro baziliku svatého Mikuláše ve městě Bari | AAS 60  | latina      |
| Pavel VI.     | Missale Romanum (3. 4. 1969)                                        | Promulgace Římského misálu obnoveného na základě rozhodnutí II. vatikánského koncilu                                                                             | AAS 61  | italština   |
| Pavel VI.     | Sacra Rituum Congregatio (8. 5. 1969)                               | Rozdělení posvátné kongregace obřadů na dvě kongregace, jednu pro bohoslužbu a druhou pro svatořečení                                                            | AAS 61  | italština   |
| Pavel VI.     | Laudis Canticum (1. 11. 1970)                                       | Vyhlášení reformovaného Božského oficia výnosem II. vatikánského koncilu                                                                                         | AAS 62  | španělština |
| Pavel VI.     | Divinae Consortium Naturae (15. 8. 1971)                            | O biřmování | AAS 63  | italština   |
| Pavel VI.     | Sacra Unctionem (30. 11. 1972)                                      | Schválení ordo unctionis infirmorum („Pomazání nemocných“) | AAS 64  | španělština |
| Pavel VI.     | Consta Nobis (11. 7. 1975)                                          | Zřízení Posvátné kongregace pro svátosti a bohoslužbu, která nahrazuje dosavadní Kongregaci pro kázeň svátostí a Kongregaci pro bohoslužbu                       | AAS 67  | italština   |
| Pavel VI.     | Romano Pontifici Eligendo (1. 10. 1975)                             | O volbě římského pontifika | AAS 67  | španělština |
| Jan Pavel II. | Sapientia Christiana (15. 4. 1979)                                  | O univerzitách a církevních fakultách | AAS 71  | španělština |
| Jan Pavel II. | Magnum Matrimonii Sacramentum (7. 10. 1982)                         | Právní uznání Institutu pro studium manželství a rodiny | AAS 74  | španělština |
| Jan Pavel II. | Ut sit (28. 11. 1982)                                               | O ustavení Opus Dei jako osobní prelatury | AAS 74  | španělština |
| Jan Pavel II. | Divinus perfectionis Magister (25. 1. 1983)                         | O nových právních předpisech týkajících se kauz svatých | AAS 75  | španělština |
| Jan Pavel II. | Sacrae disciplinae leges (25. 1. 1983)                              | Promulgace nového Kodexu kanonického práva | AAS 75  | španělština |
| Jan Pavel II. | Spirituali militum curae (21. 4. 1986)                              | O duchovní službě v armádě | AAS 78  | španělština |
| Jan Pavel II. | Pastor Bonus (1988)                                                 | O organizaci Římské kurie | AAS 80  | španělština |
| Jan Pavel II. | Nova canonica ordinatio Nicolaitanae Barensi Basilicae (8. 5. 1989) | Ustanovení nového kanonického zasvěcení baziliky sv. Mikuláše v Bari                                                                                             | AAS 83  | italština   |
| Jan Pavel II. | Sacri Canones (18. 10. 1990)                                        | Vyhlášení Kodexu kánonů východních církví (18. 10. 1990), který vstoupil v platnost 1. října 1991, na svátek patrocinia Panny Marie ve většině východních církví | AAS 82  | latina      |
| Jan Pavel II. | Ex corde Ecclesiae (15. 8. 1990)                                    | O katolických univerzitách | AAS 82  | španělština |
| Jan Pavel II. | Fidei depositum (1992)                                              | K vydání Katechismu katolické církve | AAS 84  | španělština |
| Jan Pavel II. | Universi Dominici Gregis (1996)                                     | O uprázdnění apoštolského stolce a volbě římského pontifika | AAS 88  | španělština |
| Benedikt XVI. | Anglicanorum Coetibus (4. 11. 2009)                                 | O instituci osobních ordinářů pro anglikány vstupující do plného společenství s katolickou církví                                                                | AAS 101 | španělština |
| František     | Vultum Dei quaerere (29. 6. 2016)                                   | O kontemplativním životě žen | AAS 106 | španělština |
| František     | Veritatis gaudium (27. 12. 2017)                                    | O univerzitách a církevních fakultách | AAS 110 | španělština |
| František     | Episcopalis communio (15. 9. 2018)                                  | O organizaci a fungování biskupské synody | AAS 110 | španělština |
| František     | Pascite gregem Dei (23. 5. 2021)                                    | Reforma VI. knihy Kodexu kanonického práva |         | španělština |
| František     | Praedicate evangelium (19. 3. 2022)                                 | O římské kurii a její službě světu a církvi |         | italština   |